# Wolfram Berner
Wolfram Berner (* 1978 in Marbach am Neckar) ist ein deutscher Archivar und Historiker.
Berner studierte Geschichte und Germanistik in Stuttgart. Im Anschluss studierte er Archivwissenschaften in Marburg. Von 2006 bis 2014 arbeitete er beim Landesarchiv Baden-Württemberg in Stuttgart und Wertheim. Ab 2014 war er an der Seite von Thomas Schulz als Kreisarchivar für den Landkreis Ludwigsburg tätig. 2023 übernahm er die Leitung des Kreisarchivs.
Seine Veröffentlichungen befassen sich mit der Verkehrs- und Wirtschaftsgeschichte in der Region Stuttgart. Schwerpunktmäßig setzt er sich seit 2008 für die Reaktivierung der Bottwartalbahn als Regionalstadtbahn ein. Das Projekt beinhaltet sowohl die Wiederherstellung alter Streckenabschnitte, als auch neue Trassenführungen.
Wolfram Berner spielt seit 1994 in der von ihm mitgegründeten Band Die Siffer Bass und Gitarre.

## Werke
- Die „Zacke“. Städtische Mobilität im Wandel. Landesarchiv Baden-Württemberg, Archivnachrichten, 40, Stuttgart 2010, S. 24.
- Die Geschichte der Marbacher Sitzmöbelfabrik Feil KG. Ludwigsburger Geschichtsblätter, 63, Ludwigsburg 2013, S. 171–188.
- Feldbahnen im Landkreis Ludwigsburg. Ludwigsburger Geschichtsblätter, 68, Ludwigsburg 2014, S. 193–234.
- Vom Sachsenross zum Entenmörder: Serie über die wechselvolle Geschichte der schmalspurigen Bottwartalbahn; die schmalspurige Bottwartalbahn. Hie gut Württemberg, 66, Stuttgart 2015, S. 4f, S. 12, S. 23f.
- Von der Kraftwerksbahn zum Radweg: aus der Geschichte der Anschlussbahn des Kraftwerks Marbach am Neckar. Remppis, Marbach 2016.
- mit Helga Becker und Hans-Joachim Knupfer: Friedliche Kriegslok: die Dampflokomotive 99 651, Steinheim an der Murr und die Bottwartalbahn. Marbach 2016.
- mit Hans-Joachim Knupfer: Die letzte Blüte der Bottwartalbahn: die Schmalspurbahn Marbach–Beilstein–Heilbronn vor 50 Jahren. Ludwigsburger Geschichtsblätter, 70, Ludwigsburg 2016, S. 207–236.
- Feuerloses Feuerross: aus der wechselvollen Geschichte der ehemaligen Werkslok des Kraftwerks Marbach am Neckar. Hie gut Württemberg, 67, Stuttgart 2017, S. 15f.
- Von der Bosna an die Bottwar: die Dampflok BEILSTEIN nach dem System Klose. Geschichtsblätter aus dem Bottwartal, 13, Großbottwar 2016, S. 88–92.
- mit Hans-Joachim Knupfer: „Weiterkämpfen“! Eisenbahn-Geschichte, 15, 81, S. 38–45.
- mit Hans-Joachim Knupfer: Friedliche Kriegslok und sächsische Oberschwäbin: die Dampflokomotive 99 651. Württembergischer Geschichts- und Altertumsverein, Rundbrief, 23, Stuttgart 2017, S. 27–29.
- mit Oliver Kämpf und Hans-Joachim Knupfer: TramTrain Bottwartal. Bürgeraktion Bottwartal, Marbach 2018, ISBN 978-3-00-059379-6.
- Die Ersterwähnung von Mondfeld 1214. In: Wertheimer Jahrbuch 2016/2017, hrsg. vom Historischen Verein Wertheim in Verbindung mit dem Staatsarchiv Wertheim, Verlag des Historischen Vereins Wertheim e.V., Wertheim 2018, ISSN 0511-4926, S. 51–58.
- Mit der Waldbahn ins Hafenlohrtal? Über das Projekt einer Forstwirtschaftsbahn im Spessart am Ende des 19. Jahrhunderts. In: Forschungen zu Stadt und Grafschaft Wertheim, Festschrift für Erich Langguth zum 95. Geburtstag, Veröffentlichungen des Historischen Vereins Wertheim, Band 10, hrsg. vom Historischen Verein Wertheim in Verbindung mit dem Staatsarchiv Wertheim, Verlag des Historischen Vereins Wertheim e.V., Wertheim 2018, ISBN 978-3-96049-045-6, S. 357–372.
- mit Hans-Joachim Knupfer, Helge Scholz (Hrsg.): Hundert Jahre Sächsische VI K. Dampfbahn-Magazin Spezial, Nummer 28, Verlag SSB Medien, Zittau 2018, ISSN 1866-2374.
- Vor 50 Jahren: Bottwartalbahn ade? In: SchmalspurFan 1/2019, Wuppertal 2019, ISSN 2511-9168, S. 8–11.
- Ein bedeutendes Bahnereignis vor 40 Jahren. Die S-Bahn-Eröffnung nach Marbach über das neue Neckarviadukt. Hie gut Württemberg, 71. Jahrgang, Nr. 3, 2020, S. 20–22.
- mit Michael Jahnle: 50 Jahre E-Lok Nr. 2 der ehemaligen Werksbahn des Zementwerks Lauffen am Neckar. Freundeskreis Feldbahn Leutenbach-Nellmersbach, Nellmersbach 2021.
- mit Hans-Joachim Knupfer: Zukunft der Zabergäubahn. Schienen im Zabertal: Ende oder Wende? Eisenbahn-Kurier, 8/2021, EK-Verlag, Freiburg 2021, S. 34–37.
- mit Hans-Joachim Knupfer: Unvergessene Bottwartalbahn. Die Schmalspurbahn Marbach – Beilstein – Heilbronn. Verlagsgruppe Bahn (Gera Mond Verlag München), 2022, ISBN 978-3-96453-295-4.
- mit Hans-Joachim Knupfer: 125 Jahre Zabergäubahn – eine Bahn dank bürgerschaftlichen Engagement. Zeitschrift des Zabergäuvereins, Heft 1/2, Jahrgang 2022, Güglingen 2022, ISSN 2568-1648.

## Video
- Youtube: MARBACH HANDELT – Die Geschichte der Marbacher S-Bahn mit Wolfram Berner (2020), abgerufen am 21. November 2021